# Олександрівка (Мереф'янська міська громада)
Олекса́ндрівка —  село в Україні, у Мереф'янській громаді Харківського району Харківської області. Населення становить 147 осіб. Колишній орган місцевого самоврядування — Яковлівська сільська рада.
Колишня назва - Свячене.

## Географія
Село Олександрівка знаходиться біля витоків річки Свяченівський яр, яка через 3,5 км впадає в річку Мерефа (права притока). На річці споруджена загата. На відстані 2,5 км розташовані село Яковлівка і місто Мерефа. До села примикає кілька лісових масивів (дуб).